# 워런 G. 하딩 대통령 취임식
제29대 미국 대통령 워런 G. 하딩의 대통령 취임식은 1921년 3월 4일 금요일, 워싱턴 D.C.의 미국 국회의사당 동쪽 주랑 현관에서 열렸다. 이는 34번째 미국 대통령 취임식이었으며, 워런 G. 하딩의 유일한 대통령 임기와 캘빈 쿨리지의 유일한 미국의 부통령 임기 시작을 알렸다. 하딩은 이 임기 중 2년 151일에 사망했고, 쿨리지가 대통령직을 승계했다.
대법원장 에드워드 더글러스 화이트는 대통령 취임 선서를 주재했다. 하딩은 선서를 읊을 때 조지 워싱턴 취임식 성경에 손을 얹었다.
쿨리지는 상원 회의실에서 부통령 취임 선서를 했고, 하딩의 대통령 취임 선서는 국회의사당 동쪽 주랑 현관에서 각각 진행되었는데, 쿨리지는 이것이 "통일성과 연속성의 모든 겉모습을 망쳤다"고 생각했다. 비평가 H. L. 멘켄은 하딩의 취임 연설을 묘사하며 "그것은 웅얼거림이고 중얼거림이다. 그것은 요란하고 허황된 소리다. 그것은 헛소리와 광란이다. 하지만 나는 서정적이 된다"라고 썼다.
이 취임식은 대통령 당선인과 전임 대통령 (우드로 윌슨)을 국회의사당으로 오가는 데 자동차가 사용된 첫 번째 행사였다. 1919년 뇌졸중으로 여전히 건강이 좋지 않았던 윌슨은 취임식 자체에는 참석하지 않았다.

## 같이 보기
- 워런 G. 하딩 행정부
- 1920년 미국 대통령 선거
- 캘빈 쿨리지